# World of Dance
World of Dance – talent show emitowany w amerykańskiej stacji telewizyjnej NBC, który zadebiutował na antenie amerykańskiej telewizji 30 maja 2017. Pomysłodawczynią formatu jest amerykańska aktorka, tancerka i piosenkarka Jennifer Lopez.

## Zasady
W programie biorą udział tancerze i grupy taneczne, reprezentujące każdy styl taneczny.
Uczestnicy dzieleni są na cztery grupy:
- juniorzy (Junior) – soliści i grupy 2–4-osobowe, poniżej 18. roku życia;
- dorośli (Upper) – dorośli soliści i dorosłe grupy 2–4-osobowe;
- zespoły juniorów (Junior Team) – grupy co najmniej 5-osobowe, poniżej 18. roku życia (od drugiej edycji);
- zespoły dorosłych (Upper Team) – grupy co najmniej 5-osobowe, dorośli.

Konkurs podzielony jest na pięć etapów:
1. kwalifikacje (The Qualifiers) – uczestnicy występują w ramach swojej grupy i otrzymują punkty od jurorów, przyznawane w kategoriach: wykonanie, technika, choreografia, prezentacja i kreatywność, a aby przejść dalej należy uzyskać średnią co najmniej 80 punktów;
2. pojedynki (The Duels) – zawodnicy występują parami, uczestnicy którzy otrzymają więcej punktów w danym pojedynku przechodzą dalej;
3. The Cut – z każdej kategorii wybierane są trzy najlepsze drużyny (bądź soliści);
4. The Division Finals – z każdej kategorii wybierany jest jeden najlepszy zespół (bądź solista), który awansuje do wielkiego finału;
5. finał (The World Final) – wszyscy tancerze prezentują się dwukrotnie, o zwycięstwie decyduje suma średnich z obu występów.

Jurorzy przyznają do 20 punktów w każdej z pięciu kategorii. Wynik tancerza(y) stanowi średnia punktów od trojga jurorów. Tymi kategoriami są:
- wykonanie:
  - wysiłek, trud,
  - osobowość;
- technika:
  - płynność,
  - czystość,
  - zgodność z utworem muzycznym;
- choreografia:
  - poziom trudności,
  - muzykalność,
  - triki;
- kreatywność:
  - oryginalność,
  - wybory artystyczne,
  - dynamizm;
- prezentacja:
  - reakcja widowni,
  - wpływ.

## Spis serii
| Edycja | Premiera       | Finał            | Odcinki    | Prowadzący  | Jurorzy | Jurorzy        | Jurorzy     | Zwycięzca    |
| ------ | -------------- | ---------------- | ---------- | ----------- | ------- | -------------- | ----------- | ------------ |
| 1.     | 30 maja 2017   | 8 sierpnia 2017  | 1–10 (10)  | Jenna Dewan | Ne-Yo   | Jennifer Lopez | Derek Hough | Les Twins    |
| 2.     | 29 maja 2018   | 12 września 2018 | 11–26 (16) | Jenna Dewan | Ne-Yo   | Jennifer Lopez | Derek Hough | The Lab      |
| 3.     | 26 lutego 2019 | 5 maja 2019      | 27–37 (11) | Scott Evans | Ne-Yo   | Jennifer Lopez | Derek Hough | Kings United |
| 4.     | 26 maja 2020   | 12 sierpnia 2020 | 38–49 (12) | Scott Evans | Ne-Yo   | Jennifer Lopez | Derek Hough | MDC 3        |

## Wersje na świecie
| Państwo           | Tytuł                      | Stacja  | Prowadzący                     | Jurorzy                                       | Data premiery    | Zwycięzca                 | Nagroda główna |
| ----------------- | -------------------------- | ------- | ------------------------------ | --------------------------------------------- | ---------------- | ------------------------- | -------------- |
| Filipiny          | World of Dance Philippines | ABS-CBN | Luis Manzano Pia Wurtzbach     | Billy Crawford Gary Valenciano Maja Salvador  | 12 stycznia 2019 |                           | 2 000 PHP      |
| Polska            | World of Dance Polska      | Polsat  | Olga Kalicka Karol Niecikowski | Michał Malitowski Edyta Herbuś Rafał Kamiński | 14 września 2018 | Ildar Gajnutdinow         | 100 000 USD    |
| Tajlandia         |                            | One31   |                                |                                               |                  |                           |                |
| Stany Zjednoczone | World of Dance             | NBC     | Jenna Dewan                    | Jennifer Lopez Ne-Yo Derek Hough              | 30 maja 2017     | Les Twins (1) The Lab (2) | 1 000 000 USD  |